# Bohumil Zoubek
Bohumil Zoubek (12. března 1910 Praha – 24. října 1985 Pardubice) byl český fotbalista, záložník.

## Fotbalová kariéra
Rodák z pražského Žižkova, který hrál v 16 letech za studentskou XI. Žižkova, v dorostu bojoval ve Slavoji Žižkov a ve 22 letech byl získán pražskou Slavií. V jejím ligovém týmu se začal objevovat až v sezóně 1935/1936, kdy odehrál dvě utkání, celkově se v A-týmu v sešívaném dresu objevil včetně přípravných utkání 15x. V roce 1936 zamířil do Pardubic (spolu se slávistickými spoluhráči Heřmánkem a Klusem), aby místnímu SK pomohl v divizi českého venkova k vybojování postupu do 1. ligy.
To se také podařilo a Zoubek se stal jedním z hráčů, kteří v SK Pardubice prošli všemi ligovými sezónami. K posledním třem zápasům nastoupil v poválečné sezóně 1945/1946, po které jeho klub ze soutěže sestoupil. O rok později se ještě objevil jako hráč v klubu Kampa Pardubice. Už v roce 1940 byl pověřen trénováním mužstva, po válce vedl i pardubický Slavoj. Po skončení kariéry se usadil v Pardubicích.
V československé lize hrál za Slavii Praha (1935–1936) a SK Pardubice (1937–1946). V lize nastoupil v 135 utkáních a dal 9 gólů.

## Ligová bilance
| Ročník               | Zápasy | Góly | Klub         |
| -------------------- | ------ | ---- | ------------ |
| Státní liga 1935/36  | 2      | 0    | Slavia Praha |
| Státní liga 1937/38  | 22     | 0    | SK Pardubice |
| Státní liga 1938/39  | 20     | 0    | SK Pardubice |
| Národní liga 1939/40 | 9      | 0    | SK Pardubice |
| Národní liga 1940/41 | 13     | 2    | SK Pardubice |
| Národní liga 1941/42 | 22     | 4    | SK Pardubice |
| Národní liga 1942/43 | 20     | 1    | SK Pardubice |
| Národní liga 1943/44 | 24     | 2    | SK Pardubice |
| Státní liga 1945/46  | 3      | 0    | SK Pardubice |
| CELKEM               | 135    | 9    |              |